# Храм Святого Юрия (Першаи)
Храм Святого Юрия (бел. Касцёл Святога Юрыя) — католический храм в агрогородке Першаи, Минская область, Беларусь. Относится к Воложинскому деканату Минско-Могилёвского архидиоцеза. Образец стилизаторской архитектуры, построен в 1933 году. Храм включён в Государственный список историко-культурных ценностей Республики Беларусь.

## История

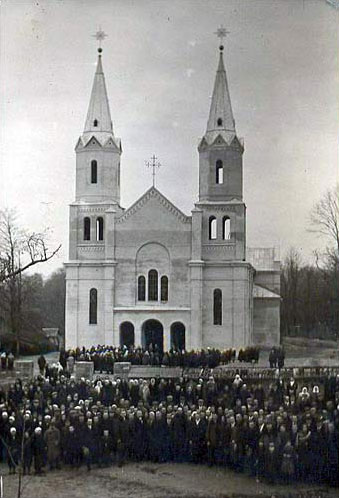
Фото храма вскоре после постройки

Впервые Першаи упоминаются в 1492 году, с 1493 года собственность виленского епископа. В 1545 году здесь основан католический приход.
В 1863 викарный ксендз м. Першаи Минского уезда Владислав Каменецкий принимал участие в освободительном восстании.
В 1933 году, когда Першаи входили в состав межвоенной Польской Республики, на месте старого деревянного католического храма выстроено здание храма св. Юрия.
В 1990-е годы была проведена масштабная реставрация, в частности восстановлены башни главного фасада.

## Архитектура
Храм Святого Юрия — трёхнефный. Основной прямоугольный объём накрыт двускатной крышей. Алтарная часть полуциркульная, пристроена к основному объёму.
Главный фасад оформлен в виде широкого ризалита с двугранным щитом, размещённого между квадратными столбами. В центре верхнего яруса ризалита широкая арочная ниша с тремя окнами. По бокам главного фасада — восстановленные трёхъярусные башни с шатровыми завершениями. Остальные фасады выражены плоскостными, ритмично расчленёнными пилястрами, прямоугольными проёмами, завершены карнизом.
Зал храма перекрыт плоским потолком, апсида — конхой с люнетами. Изначальный интерьер храма не сохранился.